# فیودوروفکا (استان آمور)
فیودوروفکا (به لاتین: Fyodorovka) یک منطقهٔ مسکونی در روسیه است که در استان آمور واقع شده‌است.